# Долинский, Роман
Роман Долинский — украинский военный деятель, родился 30 апреля 1899 года в селе Глушков. В 1918 году окончил гимназию во Львове. Подполковник 14 гренадерской дивизии СС «Галичина», принимал участие в польско-украинской войне и Львовско-Сандомирской операции.

## Жизнь

### В Галицкой армии
Воевал в составе Третьей Бережанской бригады Галичинской Армии в звании подхорунжий, принимал участие в боях под Львовом. Перед чортковским наступлением был переведен на должность коменданта скорострельной сотни в ранге хорунжего в 2-й Коломыйской бригады. В бою под Киевом был тяжело ранен и попал в плен к большевикам.

### В Украинской ССР
Оставшись в УССР поступил на партийную работу в аграрном секторе. С января 1934 года занял должность заместителя начальника
политического сектора колхозных хозяйств Киевского областного земельного управления, с мая 1935 года, пребывал в резерве Киевского областного комитета. 23 августа 1935 был арестован и приговорен к 5 годам тюрьмы.

### В дивизии «Галичина»
В 1941 году приехал жить в Бережаны, где жили родственники. В 1943 году на добровольной основе вступил в дивизию СС «Галичина», стал командиром конной сотни. Отличился в боях с солдатами Сидора Ковпака на Холмщине, за что стал кавалером Креста военной заслуги 2-го класса с мечами. Участвовал в боях под Бродами.
В 1948 году уехал жить в Германию, затем в Великобритании и долгое время руководил Союзом украинских воинов Великобритании.
Позже эмигрировал в США где и умер 13 марта 1961 года в Нью-Йорке от сердечного приступа.